# 李约瑟难题
李约瑟难题是一個對於中國歷史發展提出的問題，最早由英国学者李约瑟在1930年代开始研究中国科技史时提出，1976年美国经济学家肯尼思·博尔丁正式將這個歷史問題稱为“李约瑟难题”（英語：Needham's Grand Question）。其主題是「尽管中国古代对人类科技发展做出了很多重要贡献，但为什么科学和工业革命没有在近代的中国发生？」很多人把李约瑟难题进一步推广，出现「中国近代科学为什么落后」、「中国为什么在近代落后了」等问题，对其争论一直非常热烈。「為何科學發生在西方社會？」則是李約瑟問題的反面。
李约瑟难题的实质内容第一段是「为什么在公元前一世纪到公元16世纪之间，古代中国人在科学和技术方面的发达程度远远超过同时期的欧洲？同時社會制度上，中国的政教分离现象、文官选拔制度、私塾教育和诸子百家流派为何没有在同期的欧洲产生？」第二段是「为什么近代科学没有产生在中国，而是在十七世纪的西方，特别是文艺复兴之后的欧洲？」其討論點在于：中国古代以東方的经验科学漸進式發展的技術，得以领先世界一千年左右；但为何中国没有产生近代以多樣化实验為基礎的創新型科学。事實上，这是关于两种科学研究范式（Paradigm）的起源问题。

## 李约瑟之前的观点
早在李约瑟之前，就有很多人提出与李约瑟难题类似的问题。中國學者中最有名的是任鸿隽在中國最早的科学杂志《科学》第1卷第1期（1915年）发表《说中国无科学之原因》一文提出了类似的问题。
而西方作品的部份，魏特夫在1931年的一篇文章為何中國沒有產生自然科學？開啟了李約瑟對中國的科技史的研究興趣。若如很多不深入理解者所以為「為何中國沒有產生科學」這句話就是李約瑟問題的全部內容，那麼不亦是說：李約瑟是被「李約瑟難題」所吸引，進而研究它，然後再把它給提出來──這麼說顯然是不準確的。
李約瑟在經過他畢生的鑽研後總結說：魏特夫的看法是太過膚淺的並且是歐洲人本位的。在這一個部份，李約瑟已經在西方獲得「中國科技史」的權威研究者評價，但李約瑟卻也必須承認中國這四、五百年來的科學落後仍是不爭的事實，所以魏特夫的提問仍然沒有解決，而李約瑟不願意武斷地結論中國人的民族性較西方人次等。正是因為李約瑟拒絕像他所批評的魏特夫一樣用民族性差異做為這個問題的解答，因此陷入了難題。

## 难题
李约瑟难题无疑是李氏研究中国科学技术史的中心论题。他个人见解是中国长久没有发展如腓尼基人和希腊人早期的城邦和现代城市和要为生存而互相竞争的环境。中国实现首次统一后（可能指的是秦朝的统一），他所谓的“封建官僚制度”的政府实行中央指导性政策。所谓“封建”是指中央集权，所谓“官僚”是指皇帝直接管理官员，地方行政只对朝廷负责。官僚思想深刻地渗透到整个中国人的复杂思想中。甚至在民间传说中，也充满了这种思想。科举制度也鼓吹这种“封建官僚制度”。
这种制度产生了两种效应。正面效应加上科举制度的选拔，可以使中国非常有效地集中了大批聪明的、受过良好教育的人，他们的管理使得中国井然有序，并使中国发展了以整体理论，实用化研究方法的科技。比如中国古代天文学取得了很大成就，其数据至今仍有借鉴价值，再比如大运河的修建等。
但这种“封建官僚制度”的负面效应是，使得新观念很难被社会接受，新技术开发领域几乎没有竞争。在中国，商业阶级从未获得欧洲商人所获得的那种权利。中国有许多短语，如“重农轻商”等，和中国历代的“重农抑商”政策表明了在那些年代的官僚政府的指导性政策。比如明朝末期的宋应星在参加科举失败后撰写《天工开物》，但他认为不会有官员读这本书。
在西方，发展了以还原论系統化研究方法的科技。此种科技的兴起与商业阶级的兴起相联系，鼓励较强的技术开发竞争。在中国，反对此种科技的发展的阻力太大。西方式的科技发展却能冲破这些阻力，取得现在的成就。比如欧洲国家之间的竞争使得欧洲在中国火药的基础上发明并改良火药武器。在这方面，自秦朝以后的中国不但比不上相同时期的欧洲，甚至比不上春秋战国时期的中国。
另外他补充到：中国所处的地理环境也互相影响了政府的态度。中国独有的水利问题（尤其是黄河）令中国人从很早的时候起就得去修建水利网。而且必须从整体集中资源治理，才能有希望解决水患问题。水利网超出了任何一个封建领主的领地，这就可以解释为什么在中国，封建主义让位给中国官僚式的文明。
最后他做出结论：“如果中国人有欧美的具体环境，而不是处于一个广大的、北面被沙漠切断，西面是寒冷的雪山，南面是丛林，东面是宽广的海洋的这样一个地区，那情况将会完全不同。那将是中国人、而不是欧洲人发明科学技术和资本主义。历史上伟大人物的名字将是中国人的名字，而不是伽利略、牛顿和哈维等人的名字。”李约瑟甚至说，如果那样，将是欧洲人学习中国的象形文字，以便学习科学技术，而不是中国人学习西方的按字母顺序排列的语言。
其實李約瑟一直強調其問題是把雙刃的劍，李約瑟難題還有另外一個表述方式：为什么在公元前2世纪至公元16世纪之间，在将人类的自然知识应用于实用目的方面，中国较之西方更为有效？或者，为什么近代科学，关于自然界假说的数学化学及其相关的先进技术，只是辉煌而短暂地兴起于伽利略时代的欧洲？

## 部分人对问题的质疑与解答

### 前提有疑问
学者钱兆华对李约瑟难题的前提提出疑问，中国古代的科学技术可能并未高于西方，指尽管中国人有不少发明创造，但中国可能仍然落后于西方，因为中国以实用技术为主，缺乏科学论证与抽象化的理论研究；“无论是李约瑟还是我们中国学者在讨论有关问题时，通常都习惯把‘科学’和‘技术’这两个词合在一起使用，这是导致产生误解的一个重要原因。”

### 两者不具必然联系
对人类科技发展做出了很多重要贡献，并不能成为科学和工业革命出现在某地某时发生的充分条件。实际上科学的产生及其思维方式根源于其所属文化（主要是受希腊思想影响的地区包括文艺复兴后的欧洲）及社会背景，实际上世界上的任何其他地区也未能在同时代独立产生严格意义上的科学。而工业革命与社会生产和时代需要的关系更大，男耕女织、自给自足的自然经济很难孕育产生机器化大生产的需要。“中国古代对人类科技发展做出了很多重要贡献”，另一方面，即使中国古代的科学技术高于西方，也不能推出科学和工业革命就一定会在中国发生。实际上，即使是曾经奠定西方科学文化基石的希腊和伊斯兰世界也陷于落后、而没有产生进一步的科学乃至工业革命，可見两者不具必然联系。

### 其他
鳳凰衛視資深評論員石齊平認為，兩個原因使中國的科技先盛後衰：漢朝以下的「獨尊儒術」與隋唐以下的「科舉取士」結合，使中國古代幾乎所有讀書人「一輩子皓首窮經，再也無暇鑽研天下其他學問」；1905年清廷廢除科舉，1919年五四運動重新認識科學，中國原本的「科技力」獲得釋放，中華民國大陸時期大師輩出，改革開放以來科技領域頻放異彩。

## 争议
关于李约瑟难题的争论和见解一直都比较多，直到现在仍然没有等到一个完整的答案。